# 圣让德米佐勒
圣让德米佐勒（法語：Saint-Jean-de-Muzols，法語發音：[sɛ̃ ʒɑ̃ də myzɔl]）是法国阿尔代什省的一个市镇，位于该省东北部，罗讷河右岸，属于罗讷河畔图尔农区。

## 地理
圣让德米佐勒（45°4'54"N, 4°48'50"E）面积10.68 平方千米，位于法国奥弗涅-罗讷-阿尔卑斯大区阿尔代什省，该省份为法国东南部内陆省份，北起顺时针与卢瓦尔省、伊泽尔省、德龙省、沃克吕兹省、加尔省、洛泽尔省和上盧瓦爾省接壤。
与圣让德米佐勒接壤的市镇（或旧市镇、城区）包括：朗斯、圣巴泰勒米勒普兰、罗讷河畔图尔农、克罗兹埃尔米塔日、坦莱尔米塔日、热尔旺。

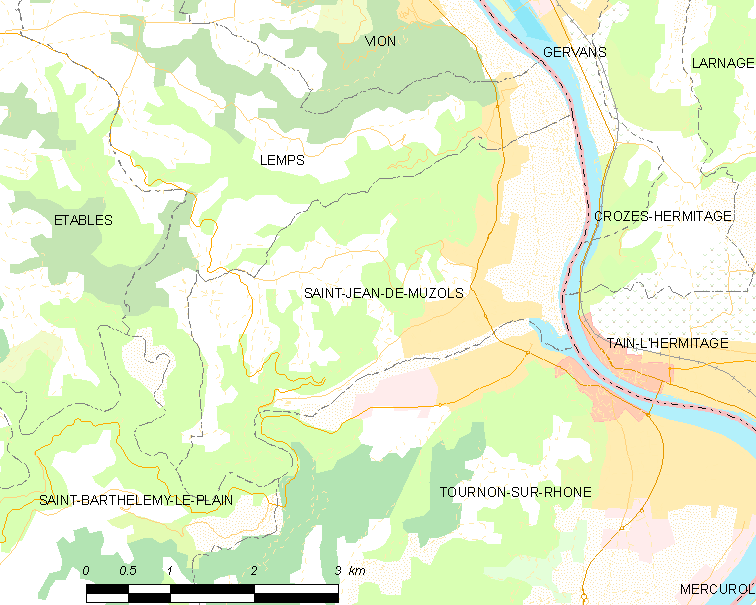
圣让德米佐勒的OSM定位图

圣让德米佐勒的时区为UTC+01:00、UTC+02:00（夏令时）。

## 行政
圣让德米佐勒的邮政编码为07300，INSEE市镇编码为07245。

## 政治
圣让德米佐勒所属的省级选区为罗讷河畔图尔农县。

## 人口

1962-2008年间圣让德米佐勒人口变化图示

圣让德米佐勒于2022年1月1日时的人口数量为2499人。